# Élections parlementaires paluanes de 2016
Des élections parlementaires ont lieu le 1er novembre 2016 afin de renouveler les deux chambres du Congrès national des Palaos. Une élection présidentielle est organisée simultanément.

## Système électoral
Les Palaos possèdent un parlement bicaméral, le Congrès national, composé d'une Chambre des délégués et d'un Sénat, intégralement renouvelés tous les quatre ans. La chambre est composée de 16 sièges pourvus au scrutin uninominal majoritaire à un tour dans autant de circonscriptions correspondant aux 16 États des Palaos. Dans chacune d'elles, les électeurs votent pour le candidat de leur choix, et celui ayant recueilli le plus de suffrages est élu. Le Sénat est quant à lui composé de 11 sièges pourvus au Scrutin majoritaire plurinominal dans une seule circonscription nationale. Chaque électeur dispose de 11 voix qu'ils distribue à autant de candidats qu'il le souhaite, à raison d'une voix par candidat. Après décompte des suffrages, les 11 candidats arrivés en tête sont élus. Ces élections sont les premières depuis la réduction du Sénat de 13 à 11 membres. Il n'y a pas de parti politique aux Palaos. Les candidats aux élections sont par conséquent tous indépendants.